# Otto Ferdinand von Abensperg und Traun
Otto Ferdinand von Abensperg und Traun, numit adesea Otto Ferdinand von Traun, (n. 27 august 1677, Sopron, Comitatul Sopron, Ungaria – d. 18 februarie 1748, Sibiu, Monarhia Habsburgică) a fost un feldmareșal din epoca împăratului Carol al VI-lea și a fiicei acestuia, Maria Terezia a Austriei.

## Viața

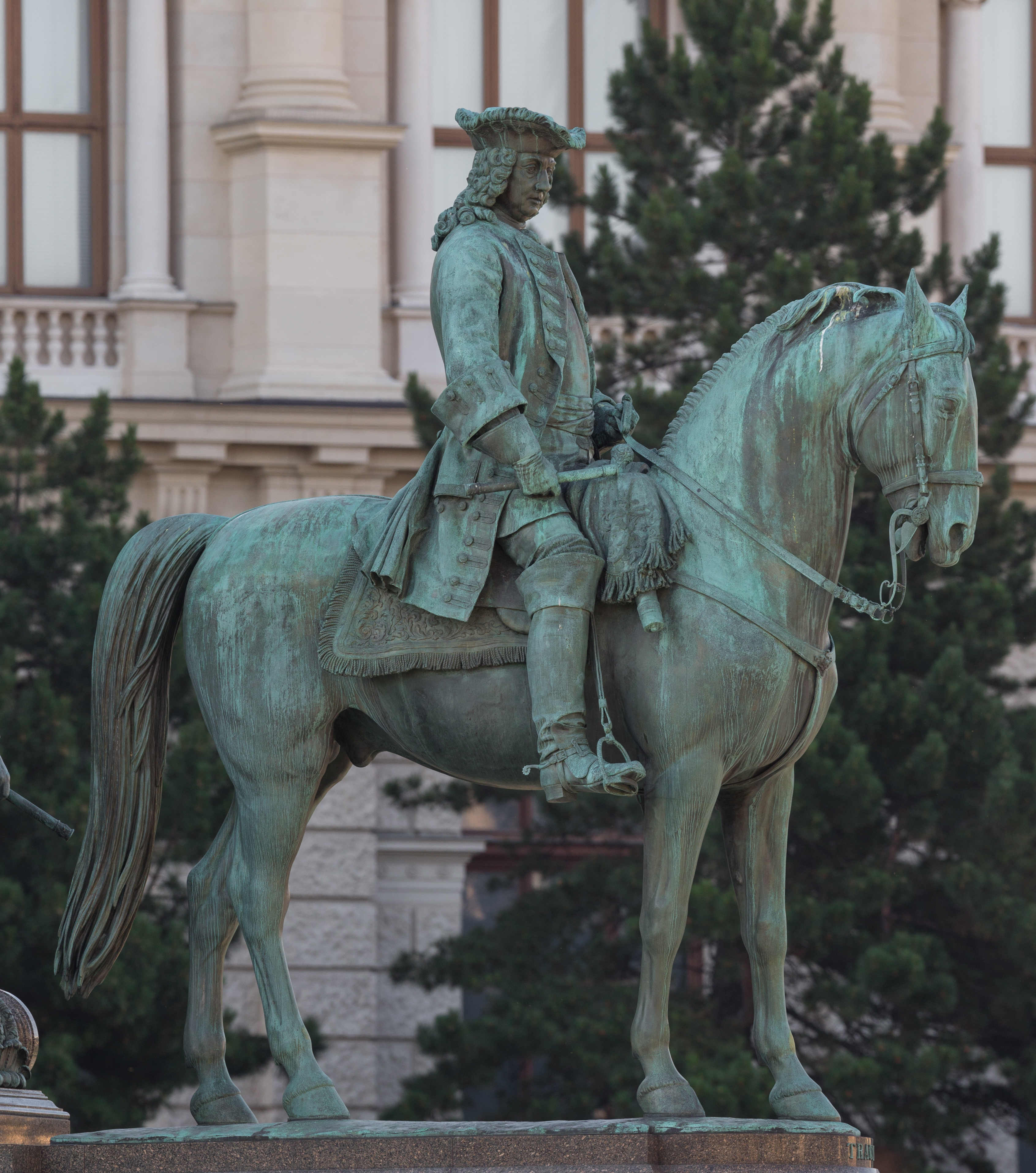
Statuia ecvestră a lui Otto Ferdinand von Abensperg und Traun, Viena

Ca student și-a întrerupt studiile la Universitatea din Halle, unde a fost trimis de tatăl său, pentru a se înrola ca voluntar al trupelor din Brandenburg. După asediul orașului Namur în anul 1695 a intrat în serviciul militar imperial și a luat parte la luptele Războiului de Succesiune Spaniol din Italia și de pe Rin. În 1709 s-a deplasat ca adjutant al feldmareșalului Guido von Starhemberg în Spania, unde a devenit colonel un an mai târziu. 
În 1713, după retragerea trupelor imperiale din Spania, s-a deplasat cu regimentul său în Lombardia. De acolo s-a mutat în 1718 la Napoli. În 1719 a făcut joncțiunea cu armata lui Claudius Florimund Mercy și a staționat în Sicilia. 
Pentru meritele sale a fost ridicat în 1723 la gradul de Generalwachtmeister și în 1733 la gradul de feldmareșal-locotenent (Feldmarschallleutnant). După cedarea fortăreței Capua, a fost staționat la Viena și ridicat în 1735 la gradul de Feldzeugmeister. 
În vara aceluiași an a fost trimis de împăratul Carol al VI-lea în Ungaria, pentru stabilizarea situației de acolo. Ulterior a fost numit comandant general al Lombardiei.
În 1741 a fost avansat la gradul de feldmareșal. Lui i se datorează respingerea trupelor franceze dincolo de Rin în anul 1745, acțiune care a făcut posibilă încoronarea împăratului Francisc I Ștefan și a soției sale, Maria Terezia a Austriei, la Frankfurt am Main.
Ulterior fost numit comandant general al Principatului Transilvaniei, cu sediul în garnizoana Sibiu.

## Decesul și locul de veci
Otto Ferdinand von Abensperg und Traun a murit la Sibiu și a fost înmormântat în Biserica Iezuiților din Sibiu. Monumentul său funerar, operă a sculptorului Anton Schuchbauer, a fost realizat din bronz și piatră de la Cluj-Mănăștur, la comanda Mariei Sidonia Hinderer, văduva generalului.

## Vezi și
- Abensberg-Traun
- Traun